# Julieta Capulet
Julieta Capulet este un personaj fictiv din tragedia Romeo și Julieta, piesa de teatru scrisă de dramaturgul englez William Shakespeare, .